# Daihatsu Rocky
Daihatsu Rugger (заводський індекс F70) — позашляховик виробництва японської компанії Daihatsu, в Європі продавався під назвою Daihatsu Rocky, у Великій Британії — Daihatsu Fourtrak, на деяких ринках відомий як Daihatsu Taft. Автомобіль прийшов на заміну Daihatsu Taft в 1984 році та виготовлявся до 2002 року.
На деяких ринках Daihatsu Feroza продавалася під назвою Daihatsu Rocky (заводський індекс F300).
У 2019 році дебютувала абсолютно нова модель, кросовер Daihatsu Rocky (заводський індекс А200).

## Перше покоління (F70, F75, F77 і F85RV; 1984-1992)

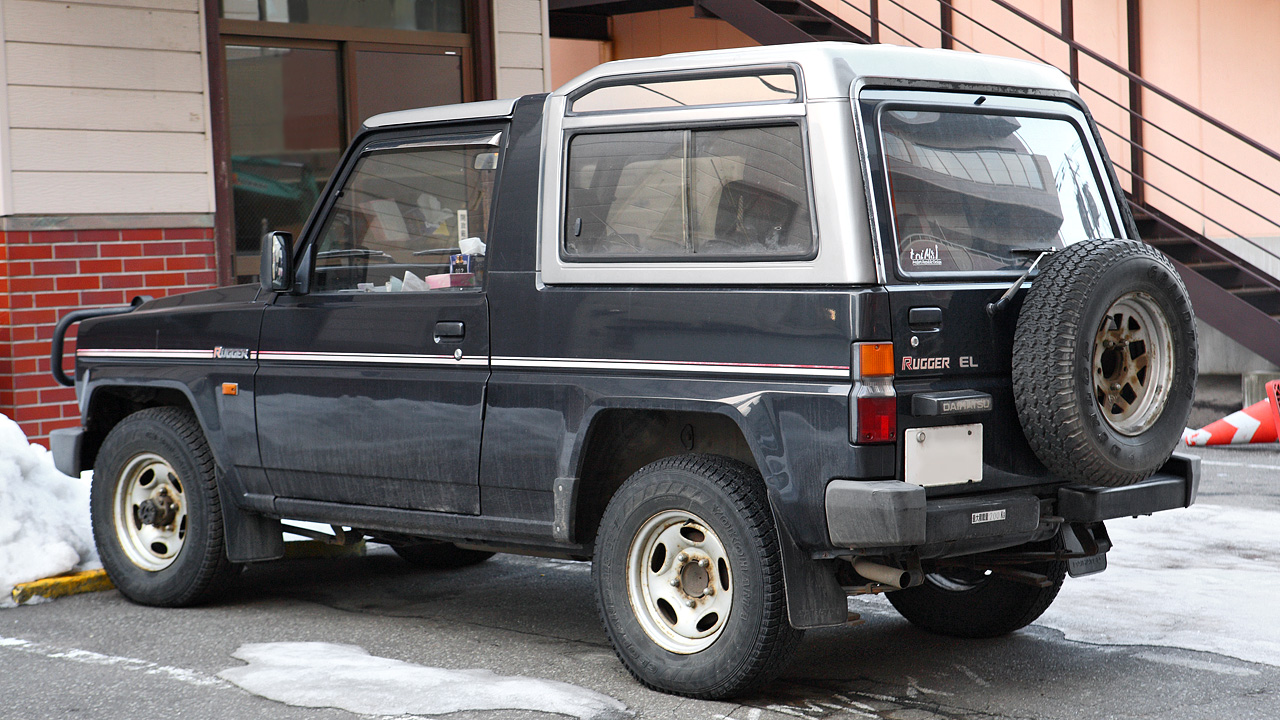
Daihatsu Rugger

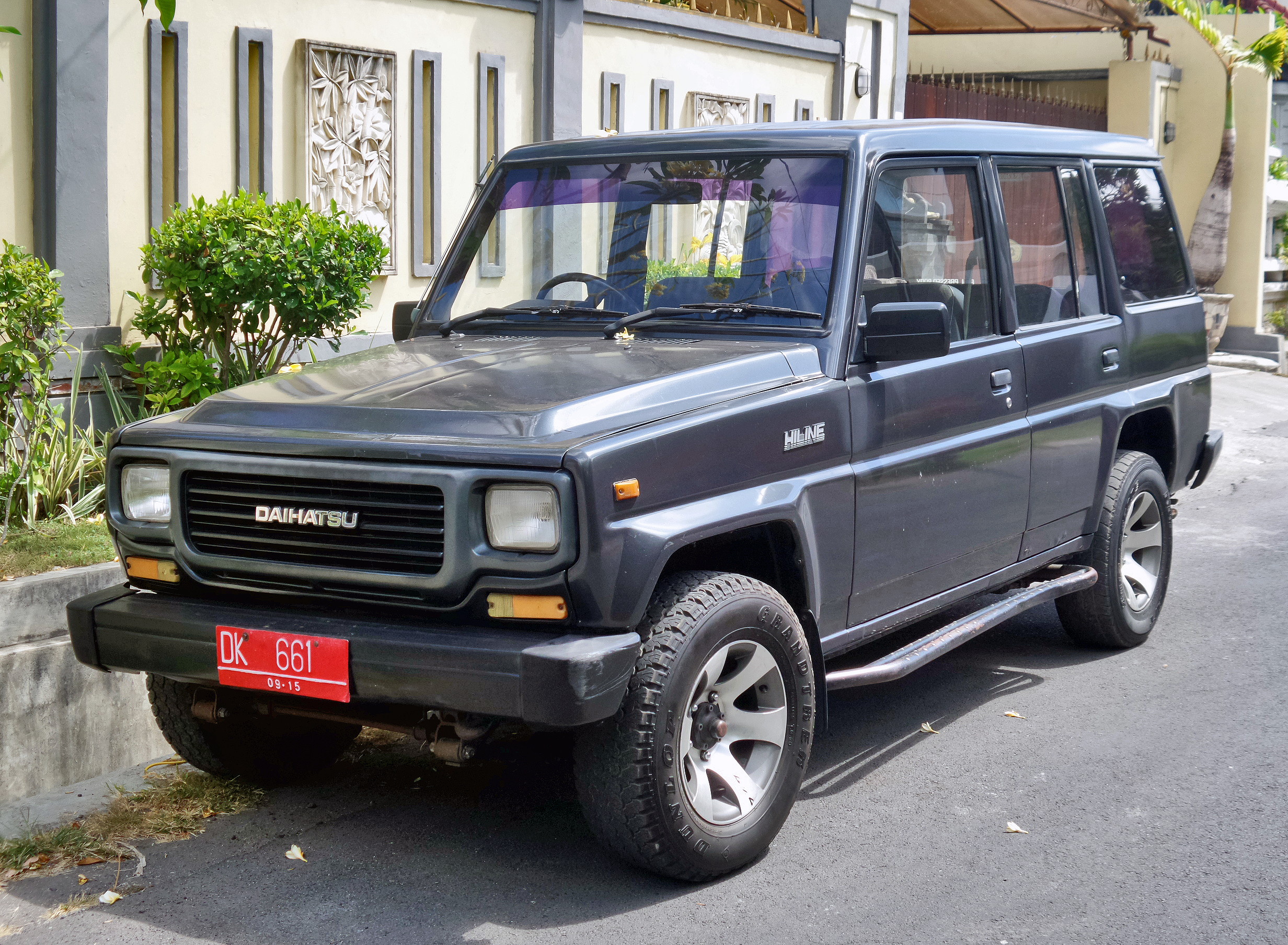
Daihatsu Taft Hiline F69 GTL

Перше покоління продавалося з 1984 по 1993 роки, змінивши при цьому Daihatsu Taft. Автомобілі були доступні в короткій колісній базі з розкладним м'яким верхом або зі знімною металевої жорстким дахом з розширеною колісною базою. Останній варіант, названий Rugger Wagon, може перевозити до восьми людей в салоні. Було доступно три двигуни: бензиновий Toyota 3Y об'ємом 2 літри з одним верхнім розподільчим, одиночним карбюратором, потужністю 88 к.с. (65 кВт); і два 2,8-літрових дизельних варіанти, атмосферний потужністю 73 к.с. (54 кВт), або турбований 88 к.с. (65 кВт), з верхніми клапанами. Повний привід був стандартним для всіх моделей. Версії з двигунами Toyota продавалися на японському ринку як Toyota Blizzard.
Моделями 1984-1992 років були SWB F70, LWB F75 і пікап з довгою базою F77 Pick up. У 1989 році двигун 2,8-літровий турбодизель отримав чимало змін, з'явилися ланцюги замість ременів ГРМ і квадратні фари.

### Bertone Freeclimber

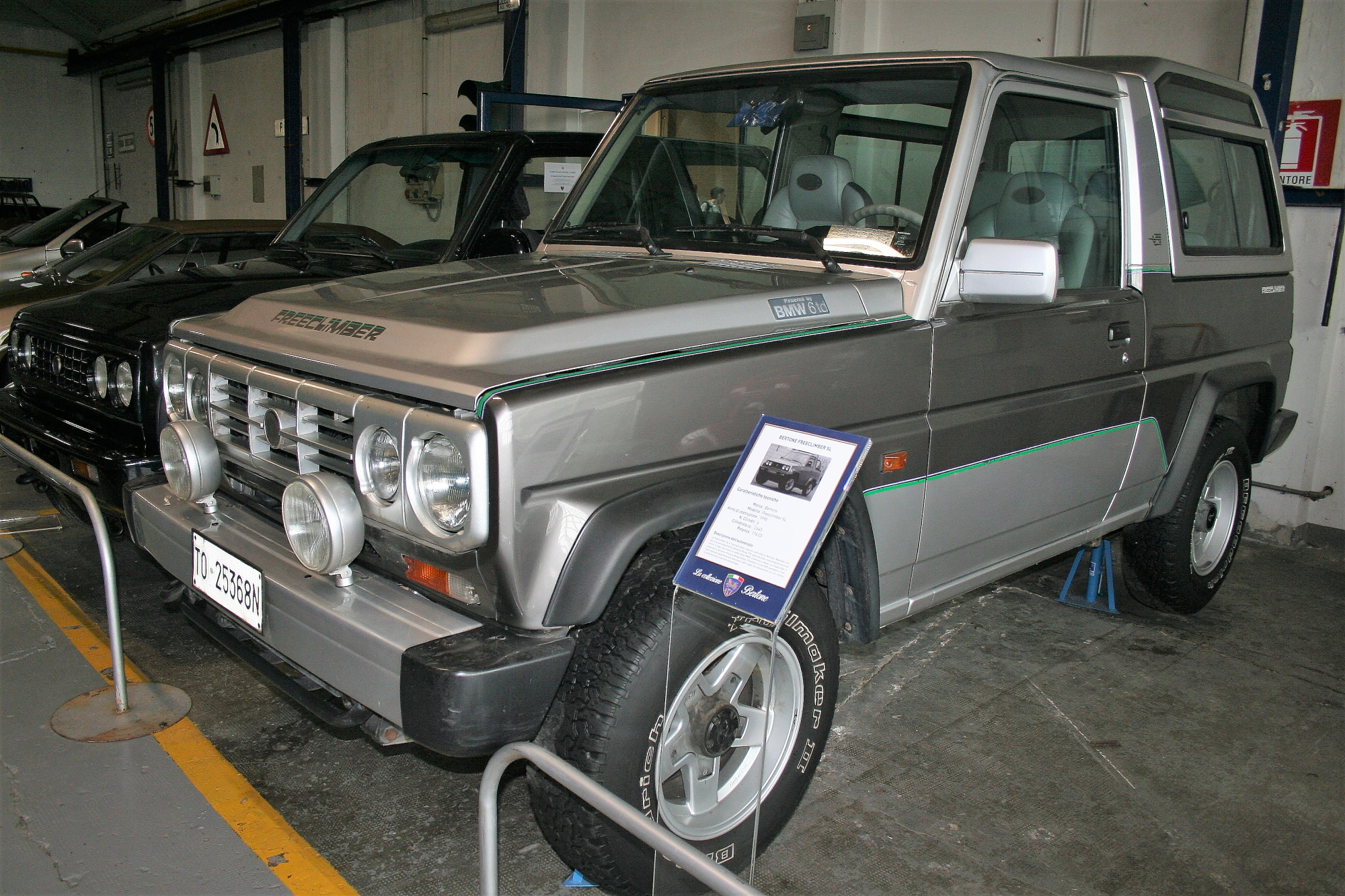
Bertone Freeclimber

Збиралася в Італії для продажу по Європі, ця версія, названа Bertone Freeclimber використовувала компоненти Daihatsu, турбодизель від BMW, об'ємом 2443 куб.см, або один з двох бензинових двигунів BMW (1991 куб.см і 2693 куб.см). Всі двигуни шестициліндрові, модифіковані компанією Gruppo Bertone. Freeclimber – це добре обладнаний, висококласний (люксовий автомобіль) позашляховик, що вироблявся з 1989 по 1992 роки. У Франції, був доступний тільки дизельний варіант, імпортер Chardonnet пропонував більш розкішний варіант. Названий на честь духів Ніколас де Баррі його називали Блакитна лагуна (Blue Lagoon), він був доступний з алькантаровим або шкіряним салоном. Дизельні версії 2.8 л турбо добре оснащені, міцні та отримали досить стильний вигляд, тому в останні роки забезпечували доступну альтернативу Land Rover.

### Двигуни
Бензиновий
- 2,0 л Toyota 3Y 1984 см3, 88 к.с. при 4600 об/хв, 157 Нм при 3000 об/хв

Дизельні
- 2.8 D DL41 2746 см³, 73 к.с. при 3600 об/хв, 170 Нм при 2200 об/хв (1994-1988)
- 2.8 TD DL41 2746 см³, 88 к.с. при 3600 об/хв, 211 Нм при 2200 об/хв (1986-88)
- 2.8 TD DL42 2746 см³, 91 к.с. при 3400 об/хв, 223 Нм при 2200 об/хв (1988-91)
- 2.8 TD DL42 2746 см³, 102 к.с. при 3400 об/хв, 249 Нм при 2200 об/хв (1991-92)

Bertone Freeclimber
Бензинові
- 2,0 л BMW І6 129 к.с. при 6000 об/хв і 160 Нм при 4300 об/хв
- 2,7 л BMW І6 129 к.с. при 4800 об/хв і 230 Нм при 3200 об/хв

Дизельний
- 2,4 л BMW І6 турбодизель 116 к.с. при 4800 об/хв і 220 Нм при 2200 об/хв

## Друге покоління (F73, F78, F85; 1992-2002)

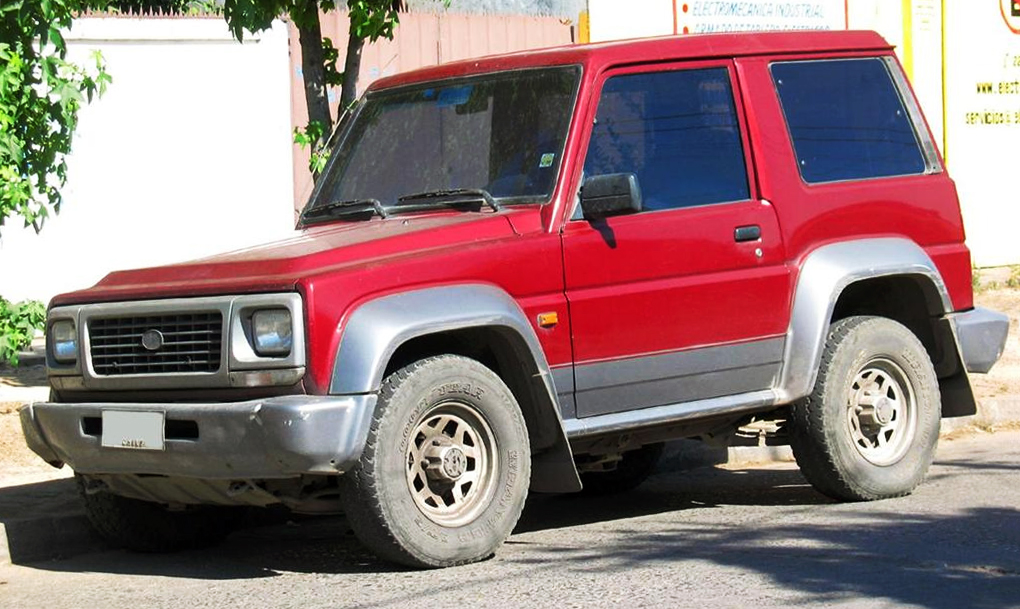
Daihatsu Rocky (1992-2002)

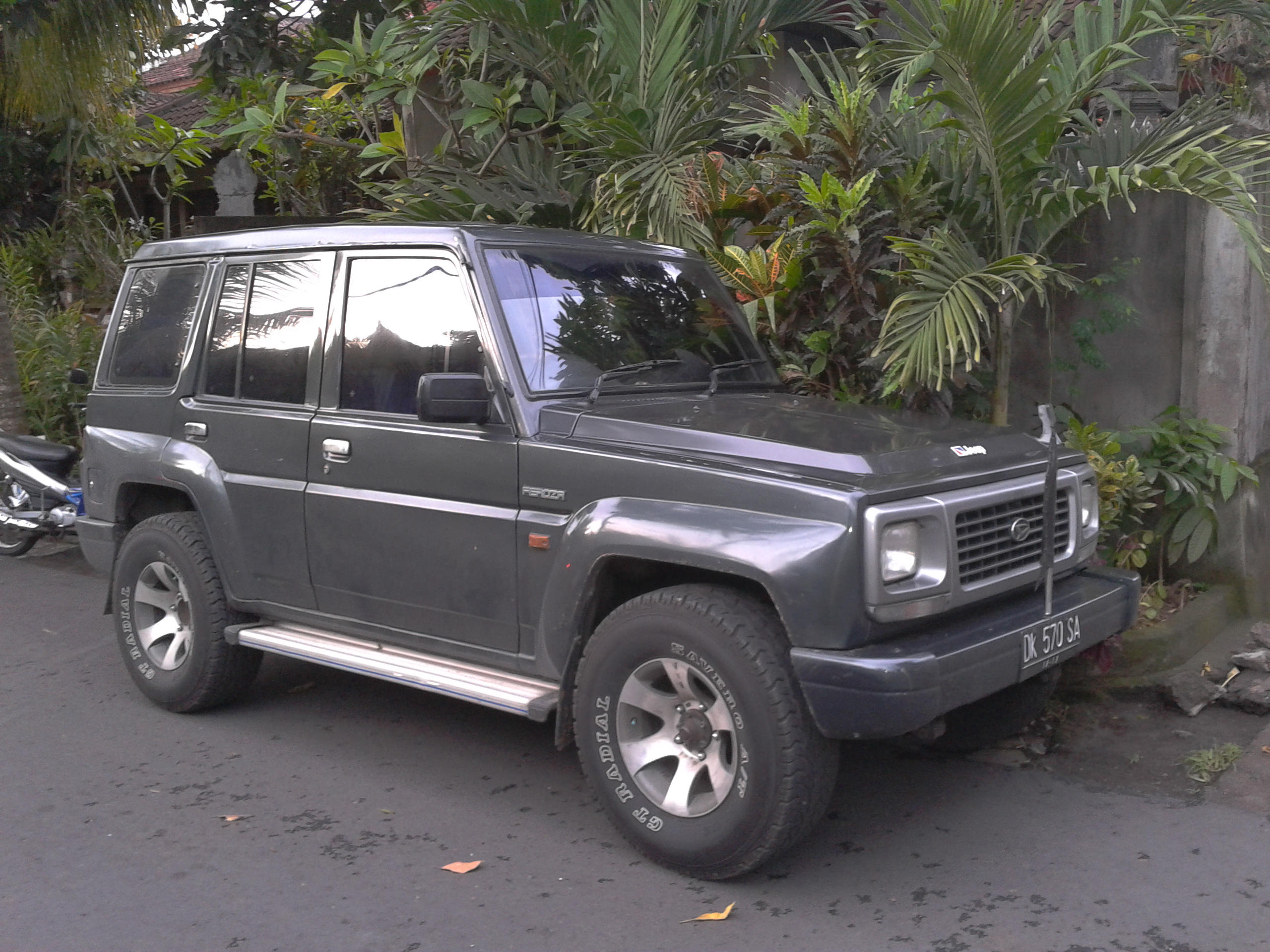
Daihatsu Feroza

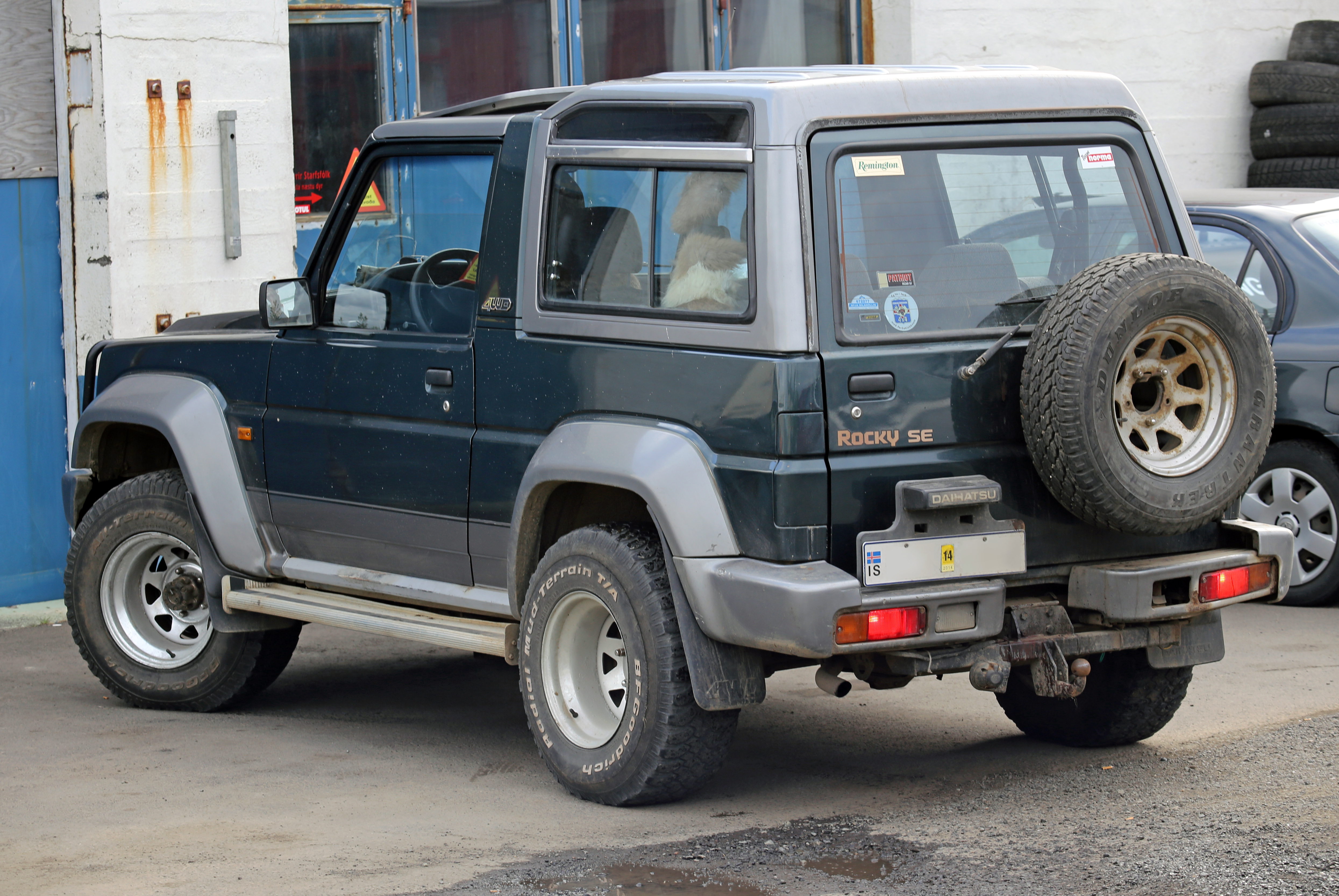
Daihatsu Rocky (1992-2002)

Друге покоління з'явилося в 1992 році та було доступно для експорту наступного року. Серед змін ресорна підвіска змінилася незалежною передньою і пружинною задньою підвіскою. Бензиновий двигун збільшився до 2,2-літрів, з невеликим приростом потужності до 91 к.с. (67 кВт), в той час, як 2,8-літровий турбодизель отримав інтеркулер, в результаті чого потужність зросла до 102 к.с. (75 кВт). Модель, як і раніше, вважається занадто сільської, дотепер не з'явилися задні двері у моделі з довгою колісною базою, і Daihatsu відмовилися міняти це, зосередившись натомість на менших автомобілях.
В Індонезії версія F70 була з довгою базою, і будувалася на декількох різних колісних базах і з багатьма стилями кузова. На додаток до  трьох-дверного універсалу збиралася також довга, п'яти-дверна версія в якості пікапа. Він продавався як Daihatsu Taft, Rocky, або Hiline та оснащувався дизельним двигуном. З бензиновим двигуном модель отримала назву Feroza (не слід плутати з меншою, F300-серією, якої, ніколи не було на ринку Індонезії).

### Двигуни
Бензинові
- 2,2 л Toyota 4Y 2237 см³, 91 к.с. при 4200 об/хв, 179 Нм при 2500 об/хв

Дизельні
- 2.8 TD DL42 2746 см³, 102 к.с. при 3400 об/хв, 249 Нм при 2200 об/хв (1992-98)
- 2.8 TD DL42 2746 см³, 98 к.с. при 3400 об/хв, 245 Нм при 1900 об/хв (1998-01)

## Третє покоління (A200; з 2019)

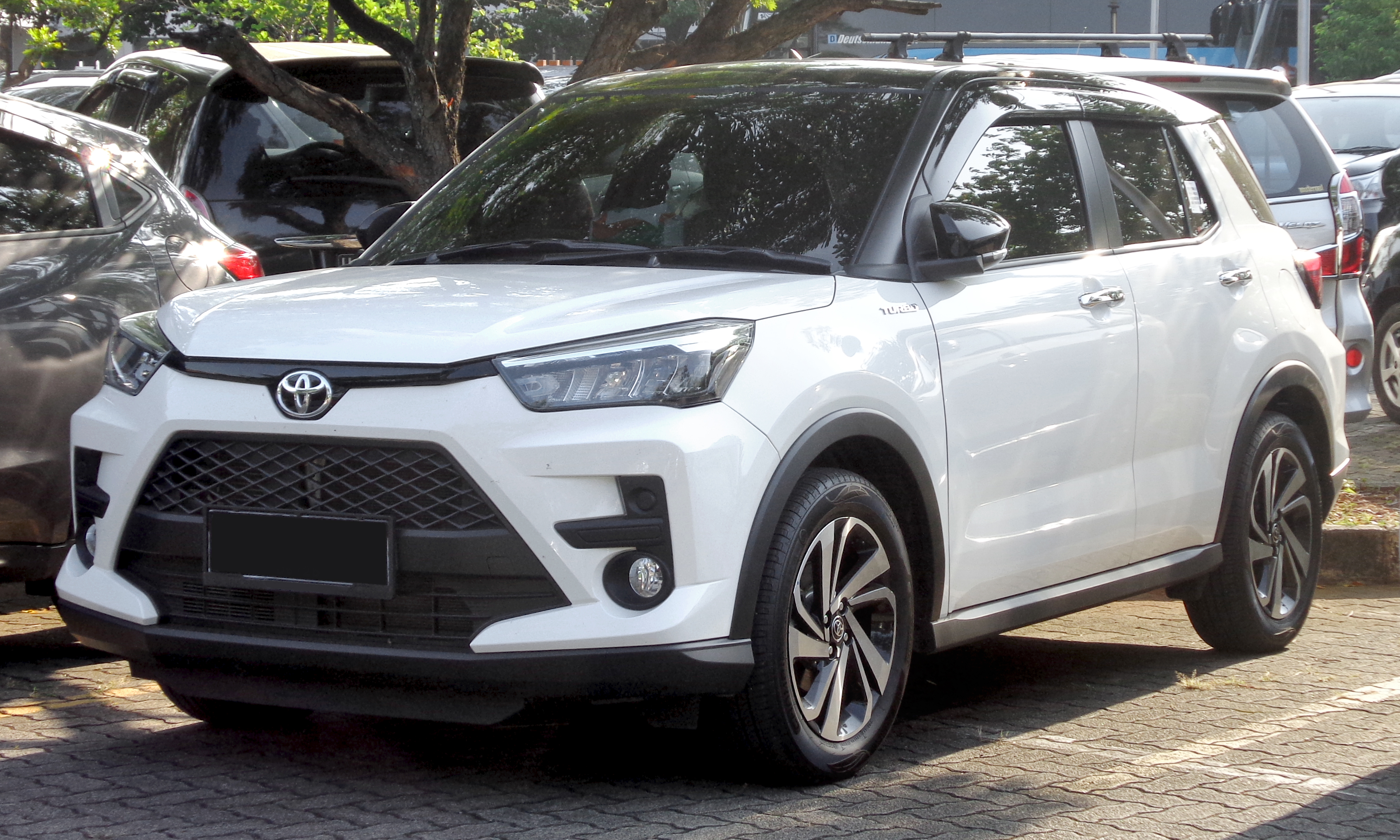
Toyota Raize

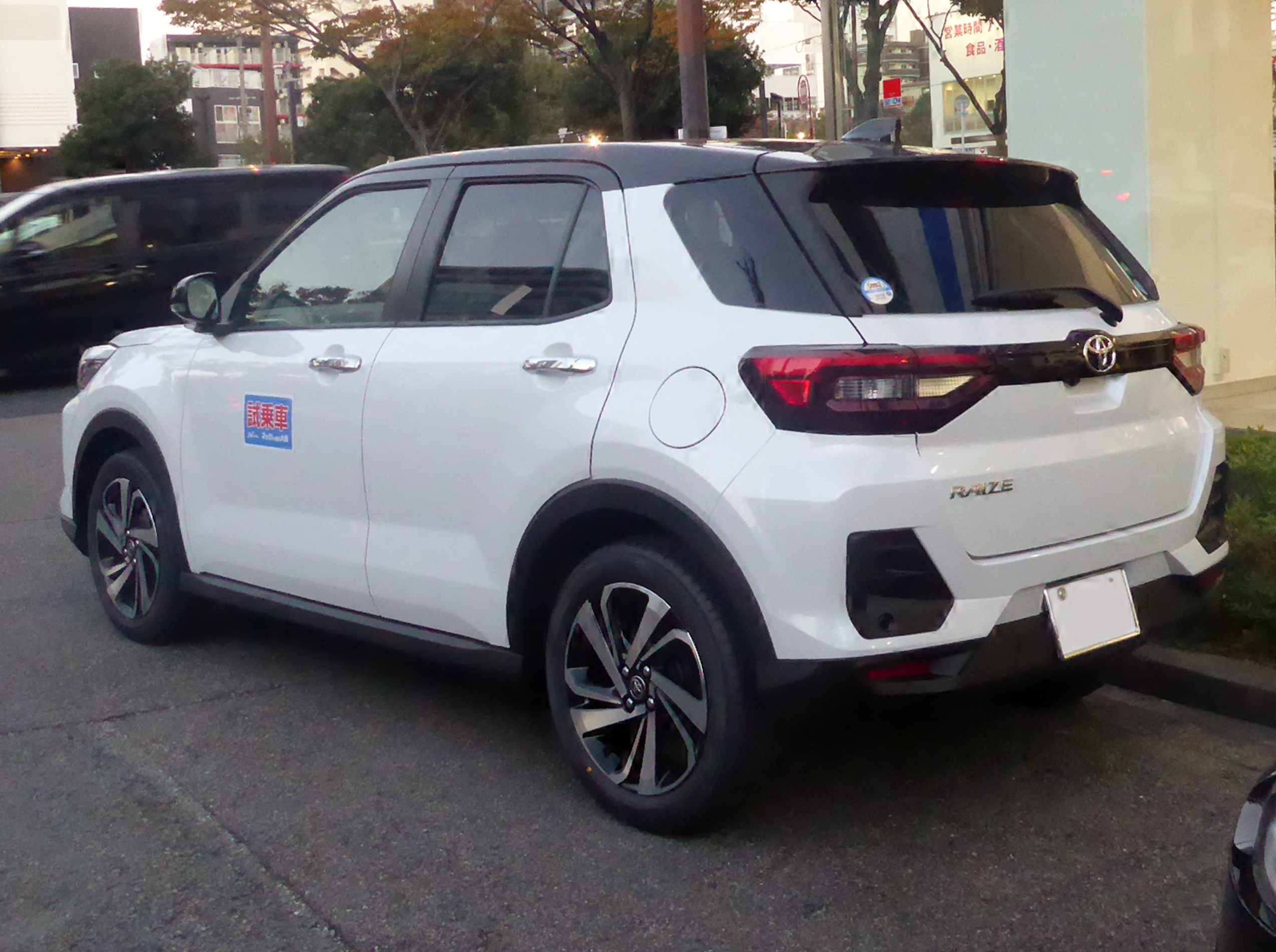
Toyota Raize

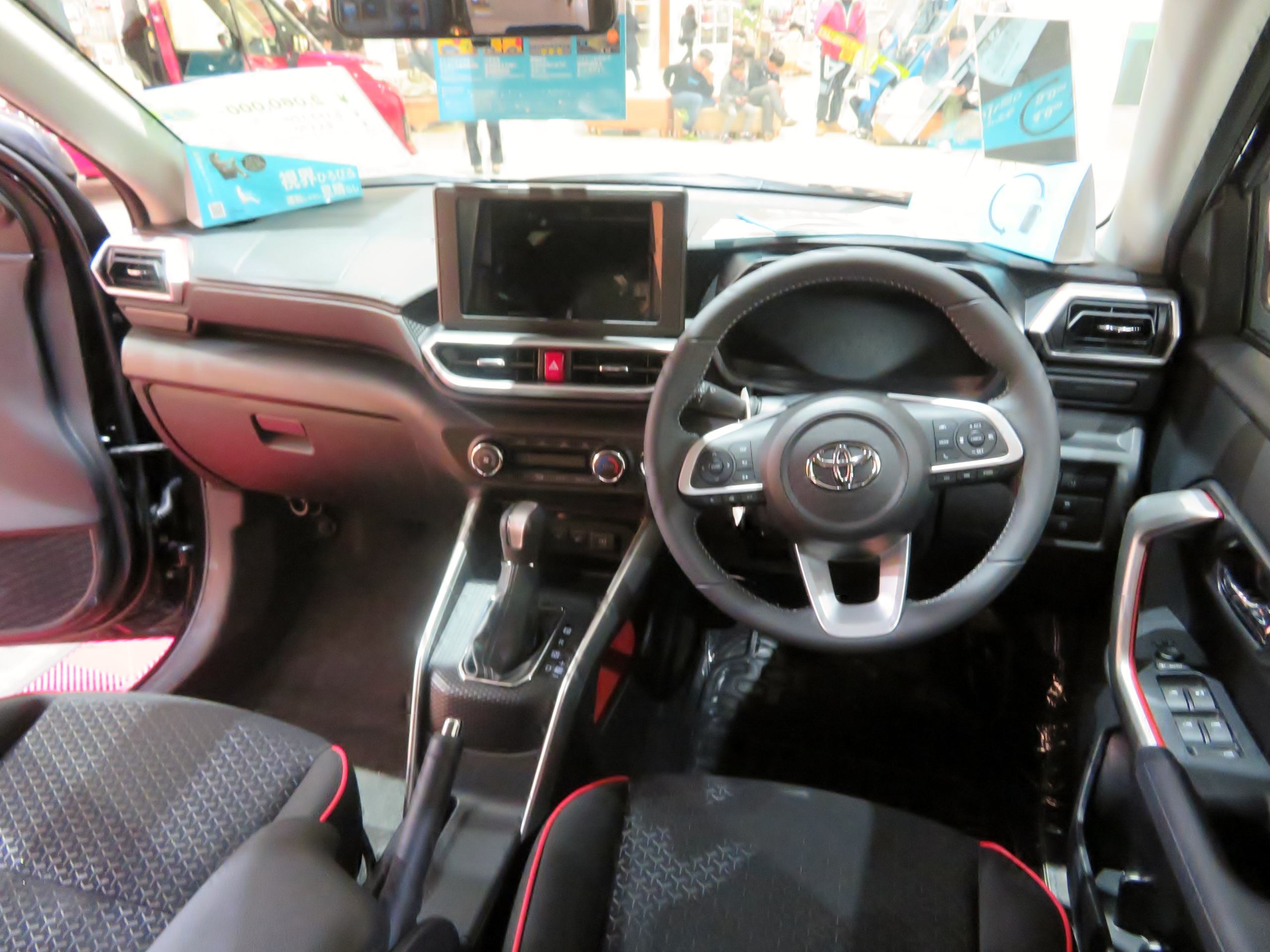

В жовтні 2019 року на автосалоні в Токіо дебютував Daihatsu Rocky. Автомобіль має несучий кузов і базується на платформі DNGA. Довжина, ширина, висота - 3995 × 1695 × 1620 мм, колісна база - 2525 мм та кліренс 185 мм. Маса - 970–1060 кг. Розмірність шин - 195/60 R17.
Силовий агрегат включає бензиновий 1.0 л (98 к.с., 140 Нм) і варіатор. Привід суто передній, але якщо напівзалежну балку в задній підвісці замінити багаторичажною (GA-B дозволяє), буде і повний. При повному приводі тягу розподіляє система Dynamic Torque Control 4WD. Старт продажів Daihatsu Rocky очікується в листопаді.
На деяких ринках автомобіль називається Toyota Raize.

### Двигун
- 1.0 L 1KR-VET turbo I3 98 к.с. 140 Нм (A200/A210/A250/A270)
- 1.2 L WA-VE I3 (A201/A251)
- 1.2 L WA-VEX I3 + електродвигун E1A AC (A202)